# Jeremy Rae
Jeremy Rae (ur. 19 maja 1991) – kanadyjski lekkoatleta specjalizujący się w biegach średnich.
Srebrny medalista mistrzostw panamerykańskich juniorów w Port-of-Spain (2009). W 2013 została wicemistrzynią uniwersjady w Kazaniu.
Medalista mistrzostw Kanady.
Rekordy życiowe: bieg na 1500 metrów – 3:36,85 (18 lipca 2015, Heusden).

## Osiągnięcia
| Rok  | Impreza                              | Miejsce       | Konkurencja         | Lokata     | Wynik   |
| ---- | ------------------------------------ | ------------- | ------------------- | ---------- | ------- |
| 2009 | Mistrzostwa panamerykańskie juniorów | Port-of-Spain | bieg na 1500 metrów | 2. miejsce | 3:48,29 |
| 2010 | Mistrzostwa świata juniorów          | Moncton       | bieg na 1500 metrów | eliminacje | 3:47,99 |
| 2013 | Uniwersjada                          | Kazań         | bieg na 1500 metrów | 2. miejsce | 3:39,45 |